# Котовий Сергій Феліксович
Сергі́й Фелі́ксович Котовий (15 січня 1988 — 21 серпня 2014) — молодший сержант 93-ї окремої механізованої бригади Збройних сил України, учасник російсько-української війни.

## Життєвий шлях
Народився 1988 року у місті Кіровоград; закінчив кіровоградську ЗОШ № 31. 2005 року вступив до Кіровоградської льотної Академії НАУ, котру закінчив 2010 року. У 2012 році був мобілізований на строкову службу до лав Збройних сил України. Військову підготовку пройшов у навчальному центрі «Десна». В квітні 2013 року демобілізувався.
В часі війни пішов добровольцем на фронт. Молодший сержант, командир евакуаційного відділення взводу технічного забезпечення мінометної батареї 93-ї Дніпропетровської окремої механізованої бригади.
Загинув 21 серпня 2014 року близько 17.00 внаслідок мінометного обстрілу в районі с. Грабське, Амвросіївський район, Донецька область. Разом з Сергієм загинули старший солдат Микола Скрабунов, молодший сержант Євген Клименко та старший солдат Ігор Ємельяненко.
Без Сергія лишились батько Фелікс і мати Любов Котови иа сестра.
Похований на Алеї слави Рівнянського кладовища у Кіровограді 25 серпня 2014-го. У місті оголошено жалобу.

## Нагороди та вшанування
За особисту мужність і героїзм, виявлені у захисті державного суверенітету та територіальної цілісності України, вірність військовій присязі під час російсько-української війни, відзначений — нагороджений
- орденом «За мужність» III ступеня (15.5.2015, посмертно)
- На його честь названо вулицю (колишня Новозаводська) і провулок у селищі Гірничому.[3]
- на фасаді НВО № 31, яку закінчив Сергій Котовий, у пам'ять про нього відкрито меморіальну дошку.[4]
- Його портрет розміщений на меморіалі «Стіна пам'яті полеглих за Україну» у Києві: секція 3, ряд 3 місце 9
- Вшановується 20 серпня на щоденному ранковому церемоніалі вшанування українських захисників, які загинули цього дня у різні роки внаслідок російської збройної агресії[5]
- 2018 року встановлено меморіальну на будинку № 2 по провулку імені Сергія Котового — де він проживав.[6]